# Nofrethenut
Nofrethenut ókori egyiptomi királyné volt a XII. dinasztia idején, valószínűleg III. Szenuszert felesége. Nofrethenut csontvázának vizsgálata alapján negyven-negyvenöt éves kora közt halt meg.
III. Szenuszert dahsúri piramiskomplexumában temették el, ez teszi valószínűvé, hogy az ő felesége volt. Csak szarkofágjáról és a sírja melletti kápolna feliratairól ismert. Piramisa kb. 16,8×16,8 méter területű, magassága is nagyjából ekkora. Ma elég rossz állapotban van. Vályogtéglából épült, mészkővel borították. A tőle keletre álló kápolna, melyet reliefek díszítettek, szintén rossz állapotban maradt fenn.
Sírja bejáratát folyosó kötötte össze más sírokéval, melyek főként királyi hölgyeké voltak. Szarkofágja kvarcitból készült, palotahomlokzat díszítésű, Dzsószer piramiskomplexumának homlokzatát utánozza, ami jellemző a késő XII. dinasztiabeli szarkofágokra.
A sírt kirabolva találták, csak két buzogányfejet fedezett fel benne Jacques de Morgan, aki elsőként tárta fel 1894-ben. Dieter Arnold megállapította, hogy a királyné szarkofágjának feliratai rossz minőségűek, ami éles ellentétben áll a közelben eltemetett királyi hölgyekével; lehetséges, hogy eredetileg nem ide temették, és talán nem is Szenuszert felesége volt. Egy másik kamrában másik, felirat nélküli szarkofág állt; egy harmadik kamra talán a kanópuszedényeknek készült.
Címei a szarkofágon: A király felesége (ḥmt-nỉswt), Egy a fehér koronával (ẖnm.t-nfr-ḥḏ.t), Örökös hercegnő (ỉrỉỉ.t-pˁt), Aki látja Hóruszt és Széthet (m33t-ḥrw-stš).